# Суніл Датт
Суніл Датт (ім'я при народженні — Балрадж Датт, англ. Balraj Dutt 6 червня 1929, Джелам, Британська Індія — 25 травня 2005, Мумбаї, Індія) — індійський кіноактор, політик, продюсер. Міністр у справах молоді та спорту Індії (2004—2005). Батько актора Санджая Датта. У 1968 році нагороджений четвертою за значимістю громадською нагородою Індії — Падма Шрі.

## Біографія
Суніл Датт народився в селі Кхурд, в Пенджабі (зараз це територія Пакистану). Незабаром сім'я переїхала в село Мандолі на березі річки Джамна в штаті Хар'яна. В юності Суніл сам переїхав до Мумбаї, щоб здійснити мрію і стати актором. Він поступив в Коледж Яї Хінд й водночас почав працювати на Radio Ceylon — найстарішій радіостанції Азії.
Перший фільм, в якому він знявся в 1955 році, називався Railway Platform, але зоряний час Суніла настав у 1957 році, після виходу на широкий екран кінострічки «Мати Індія», в якій він знімався зі своєю майбутньою дружиною Наргіс. У фільмі він грав її молодшого сина. Існує легенда, що під час зйомок почалася пожежа, але Суніл хоробро кинувся у вогонь і виніс Наргіс, після чого красуня вже не змогла не звернути уваги на юнака.
Кінець 50-тих і всі 60-ті роки були часом творчого розквіту Суніла — він знявся в таких фільмах, як «Садхна» (1958), «Недоторканна» (1959), «Дозвольте мені жити» (1963), «Сім'я» (1965) і Padosan (1967). У співпраці з Б. Р. Чопрою були створені такі фільми, як «Помилка» (1963), «Випробування часом» (1965) і «Хамраз» (1967). Суніл Датт потрапив до книги рекордів Гіннесса зі своїм унікальним фільмом «Спогади» (1964), де він був і режисером, і продюсером, і зіграв всі ролі.
Суніл Датт помер 25 травня 2005 року уві сні від серцевого нападу.

## Родина, сім'я
11 березня 1958 року Суніл одружився з однією із найбільших кіноактрис індійського кіно Наргіс. Вони одружилися за ритуалом індуїстської реформістської школи Ар'я Самадж. У цьому шлюбі в пари народилося троє дітей. Син - Санджай Датт, який теж став актором. У 1986 році він одружився з Річі Шармі, у них народилася дочка Трішала. Річа померла в 1996 році від пухлини мозку. У 1998 році Санджай Датт одружився з фотомоделлю Реєю Піллаі, в 2005 вони розлучилися. 11 лютого 2008 року Санджай Датт одружився з Ділнаваз Шейх, більш відомою під ім'ям Ман'ята. 21 жовтня 2010 року подружжя стало батьками двійнят: хлопчика Шахрана і дівчинки Ікри. Донька - Прія Датт, індійський політик. У 2005 році, після смерті Суніла Датта, крісло в Парламенті перейшло Пріі Датт, яка є членом Парламенту від північно-західного Мумбаї. 27 листопада 2003 року вона вийшла заміж за Овена Ронсона. Донька - Намрата Датт, дружина актора Кумара Гаурави, пара має двох доньок: Саачі і Сіа Кумар.